# Das Apotheken Magazin
Das Apotheken Magazin (bis 2021 Neue Apotheken Illustrierte) war eine zweiwöchentlich erscheinende Apotheken-Kundenzeitschrift, die von der ABDA – Bundesvereinigung Deutscher Apothekerverbände e. V. herausgegeben und von der Avoxa – Mediengruppe Deutscher Apotheker GmbH verlegt wurde.
Das Kundenmagazin wurde zum 30. Juni 2024 eingestellt.
Die Zeitschrift diente als Kundenbindungsinstrument für Apotheken. Von Apothekern konzipiert, sprach sie ein breites Spektrum populärer Gesundheitsthemen an.
Inhaltlich behandelte Das Apotheken Magazin eine Reihe von Themen und Fragen, die Patienten an das Apothekenteam herantragen und die oft auf dessen Rat hin auch mit Produkten aus dem OTC-Bereich gelöst werden. Leser erhielten Tipps zum Umgang mit Arzneimitteln und zur Selbstbehandlung einfacher Erkrankungen, die die Beratung in der Apotheke ergänzen.

## Entstehungsgeschichte
Das Apotheken Magazin löste zum 1. Januar 2022 die Neue Apotheken Illustrierte ab. Die Kundenzeitschrift Neue Apotheken Illustrierte erschien erstmals im Juli 1951 im Govi-Verlag. Herausgeber war die Arbeitsgemeinschaft der Berufsvertretungen Deutscher Apotheker. Die Redaktion setzte sich aus Pharmazeuten und Medizinjournalisten zusammen.
Das Heft umfasste anfangs 8 Seiten im schwarz/weiß-Druck und kam im monatlichen Turnus neu heraus. Ab 1968 wurde die Zeitschrift mit farbiger Titelseite und teils farbigen Anzeigen im Innenteil gedruckt, seit Beginn der 1980er-Jahre ist sie komplett farbig.
Eine zum Magazin gehörige Internetseite ging am 1. Oktober 1996 Online. Am 1. Juli 2011 ging diese Seite in aponet.de, dem offiziellen Gesundheitsportal der deutschen Apothekerinnen und Apotheker, auf.
Im Januar 1998 stellte die gedruckte Neue Apotheken Illustrierte ihre Erscheinungsweise auf zweimal monatlich um, jeweils zum 1. und zum 15. jedes Monats. Insgesamt erschienen 1.122 Ausgaben der apothekereigenen Kundenzeitschrift bis zur Umbenennung im Jahr 2022 in Das Apotheken Magazin [3].

## Strukturdaten
Das Apotheken Magazin war IVW-geprüft und wurde regelmäßig in verschiedenen Markt- und Mediaanalysen (AWA, Copytest) untersucht.
Das Magazin wurde gratis an die Kunden von Apotheken abgegeben.

## Das Apotheken Magazin Diabetes
Das Apotheken Magazin Diabetes erschien zusätzlich 6 × im Jahr. Das monothematische Apotheken-Kundenmagazin konnte von der Apotheke unabhängig vom Hauptmagazin abonniert werden. Das Apotheken Magazin Diabetes klärte über Lifestyle, Medikamente und Blutzuckermessmethoden auf, da sie helfen können, schlimme Folgeschäden bei einer Diabetes-Erkrankung zu vermeiden. Neben dem jeweiligen Schwerpunktthema kam in den Ausgaben die breite Palette der für Diabetikerinnen und Diabetiker wichtigen Themen zur Sprache: Blutzucker- und Blutdruckmessgeräte, Hautpflegemittel, Mittel zur modernen Wundversorgung sowie Inkontinenzprodukte.